# 凤翔区
凤翔区是中国陕西省宝鸡市下辖的一个区，位于陕西省西部，古称雍州，区域总面积为1229平方公里，区人民政府驻城关镇东大街39号。古称雍县，民间长期流传有凤凰栖生，到唐朝时设凤翔府治雍县，名称被后代沿用称凤翔县。 2021年1月29日，经国务院同意撤销凤翔县设立宝鸡市凤翔区。

## 行政区划
凤翔区下辖12个镇：
长青镇、城关镇、虢王镇、彪角镇、横水镇、田家庄镇、糜杆桥镇、南指挥镇、陈村镇、柳林镇、姚家沟镇和范家寨镇。

## 人口
2020年末，凤翔区第七次全国人口普查公报显示：全区常住人口为386156人，与2010年第六次全国人口普查的483471人相比，十年共减少97315人，下降率为20.13%，年均人口递减率为2.22%。

## 交通
国家高速： 银昆高速、 菏宝高速
国道： 344国道、 244国道过境。

## 教育
- 陕西省凤翔师范学校
- 凤翔中学是陕西省重点中学。

## 旅游
- 凤翔东湖
- 秦公一号大墓
- 凤翔灵山
- 雍城遗址
- 苏文忠公祠
- 凤翔县博物馆

## 饮食文化及饮食特产
凤翔区居民多以面食为主，有各种风味的面食，小吃也很多。
面食如臊子面、干拌面、削筋面、搅团、烩麻食等。
早餐中最知名的小吃是豆花泡馍，还有水煎包、苞谷粥、小米粥等。
其它小吃有：面皮、蒸糕、荞面饸烙、凉粉、凉拌羊血、油糕、糖粽、醪糟等。
凤翔的饮食特产主要包括：
- 西凤酒
- 凤翔凝香醋
- 凤翔锅盔
- 腊驴肉

## 民俗艺术文化
- 社火
- 凤翔泥塑，最具代表性的人是胡新明。
- 木版年画
- 马勺脸谱
- 秦腔
- 剪纸
- 皮影戲

## 农业
小麦和玉米为最主要的农产品。
副产品有苹果、辣椒、西瓜等。

## 延伸阅读
[在维基数据编辑]
 《清史稿·卷63》，出自趙爾巽《清史稿》